# Quartinia albopicta
Quartinia albopicta är en stekelart som först beskrevs av Richards 1981.  Quartinia albopicta ingår i släktet Quartinia och familjen Masaridae. Inga underarter finns listade i Catalogue of Life.